# 야오이린
야오이린(중국어: 姚依林, 병음: Yáo Yīlín, 한자음: 요의림, 1917년 9월 6일 ~ 1994년 12월 11일)은 중화인민공화국의 정치인이다.

## 주요 이력
1992년 2월 29일부터 1992년 3월 29일까지 중공 총리 권한대행 직책을 잠시 지낸 그는 오랫동안 경제 부문 중공 국무원 상무부총리 직책을 담당한 경제 관료 출신이다.
영국령 홍콩에서 대륙 본토계 망명객의 아들로 출생하여 지난날 한때 중화민국 광둥 성 광저우와 중화민국 장쑤 성 쑤저우와 중화민국 저장 성 항저우와 중화민국 장쑤 성 상하이를 거쳐 중화민국 안후이성 구이츠에서 잠시 유아기를 보낸 적이 있는 그는 중화민국 허베이 성 베이핑에서 성장하였다.

## 생애
영국령 홍콩에서 대륙 본토계 망명객의 아들로 출생하여 어린 시절에 아버지를 잃고, 어머니와 함께 영국령 홍콩을 떠나 장쑤, 저장, 상하이 등지를 옮겨 다니며 살았다. 1934년 우수한 학업 성적으로 칭화 대학 이학원에 입학했으며 이듬해부터 학생회 간부로 중화 항일 혁명 모임에서 활동했다. 그후 톈진으로 옮겨 항일 활동을 이어간 후 톈진시 당 위원회 청년 선전부원이 되었으며, 허베이성의 학생 운동에서 활동하였다. 중화인민공화국 건국 이후, 무역부와 상업부 그리고 중앙재정무역부의 부부장(차관)을 맡아 일했다. 1958년 제8기 전국인민대표대회 중앙후보위원으로 선출되었다.
문화 대혁명에서 반동파로 실각했지만, 1973년에 대외무역경제합작부 부부장에 다시 임명됐다. 1977년 제11차 당대회에서 중앙위원에, 1978년에 당 중앙위원회 부비서장, 당 중앙판공청 주임, 1979년에는 국무원 부총리. 1980년 국가계획위원회 주임(장관급)을 겸했다.
1985년에는 샤먼시와 선전시, 하이난섬 등 경제특구와 준경제 특구에 대하여, 외화 획득과 외화 유출에 대한 균형 정책을 폈다. 같은 해 7월, 중국 지도부로서는 21년 만에 고르바초프의 소련을 방문한 후 경제 및 기술 협력 협정의 조인을 위해 노력했다. 8월, 일본 사회당 대표단과 회담했을 때에 나카소네 야스히로 수상의 야스쿠니 신사 참배를 중국 지도자의 한 사람으로써 처음 비판했다. 이후 외교부도 이를 계속 비판하면서 야스쿠니 신사 참배가 '국제 정치 문제'로 자리하였다.
자오쯔양이 총서기로 취임한 1987년 11월의 제13기 1중전회에서 정치국 상무위원에 올랐다. 자오쯔양은 야오이린을 자신의 후임 국무원 총리로 천거하고 싶었지만, 나이가 어린 기술 관료 출신의 리펑이 국무원 총리로 취임했으며, 야오이린은 상무 부총리를 맡았다. 야오이린은 완리, 톈지윈 등의 상무위원 진입을 반대했다. 1989년의 6•4 톈안먼 사건이 벌어졌을 때는 중국 민주 동맹과 덩샤오핑의 계엄령을 따랐다.
톈안먼 사건(천안문 사건) 이후, 중국 경제 정책 전반에는 정책 조정 기조가 형성되었다. 1990년 9월, 제8기 5개년 계획에는 신중이 기해졌으며 최종안은 덩샤오핑과 주룽지 상하이시 당위원회 서기 등과의 협의를 거쳐 도출되었다. 중화인민공화국 부총리 직책으로써 1992년 2월 29일부터 1992년 3월 29일까지 1개월간 중화인민공화국 총리 권한대행 겸직을 하였지만 그후로 중화인민공화국 개혁과 개방 정책은 중공 특색의 사회주의 성향 시장경제 체제로 방향이 귀결되었다. 1993년 3월 29일을 기하여 중화인민공화국 부총리 직책에서 퇴임하였다.
1994년 12월 11일에 사망했다.
| 전임 왕둥싱 | 중국공산당 중앙판공청 주임 1978년 ~ 1982년 | 후임 후치리 |

| 전임 위추리 | 중화인민공화국 국가발전화개혁위원회 주임 1980년 8월 ~ 1983년 6월 | 후임 쑹핑 |

| 전임 쑹핑 | 중화인민공화국 국가발전화개혁위원회 주임 1987년 6월 ~ 1989년 12월 | 후임 雛家華 |

| 전임 완리 | 중화인민공화국 국무원 상무부총리 1988년 2월 29일 ~ 1993년 3월 29일 | 후임 주룽지 |

| | 중화인민공화국 국무원총리 권한대행 |            |
| --- | ---------------------------------- | ---------- |
| 전 임 리펑 | 1992년 2월 29일 ~ 1992년 3월 29일  | 후 임 리펑 |
| 저우언라이 · 린뱌오(권한대행) · 저우언라이 · 덩샤오핑(권한대행) · 저우언라이 · 장춘차오(권한대행) · 화궈펑 · 자오쯔양 · 리펑 · 야오이린(권한대행) · 리펑 · 주룽지 · 원자바오 · 리커창 |                                    |            |

1. ↑  “전중국부총리/요의림 사망”. 2022년 12월 16일에 확인함.